# Donau Versicherung
Die Donau Versicherung AG (Eigenschreibweise mit vollem Firmenwortlaut: DONAU Versicherung AG Vienna Insurance Group) ist ein österreichisches Versicherungsunternehmen mit Sitz in Wien und eine der größten Versicherungsgesellschaften der Vienna Insurance Group.
Mit einem Marktanteil von 4,71 Prozent (Stand 2019) ist sie eines der fünf größten Unternehmen am österreichischen Versicherungsmarkt. Die DONAU ist in den Versicherungssparten Schaden/Unfall, Leben- und Krankenversicherung aktiv und bietet Versicherungslösungen für Privat- und Geschäftskunden.

## Geschichte

### Gründung und Anfangsjahre

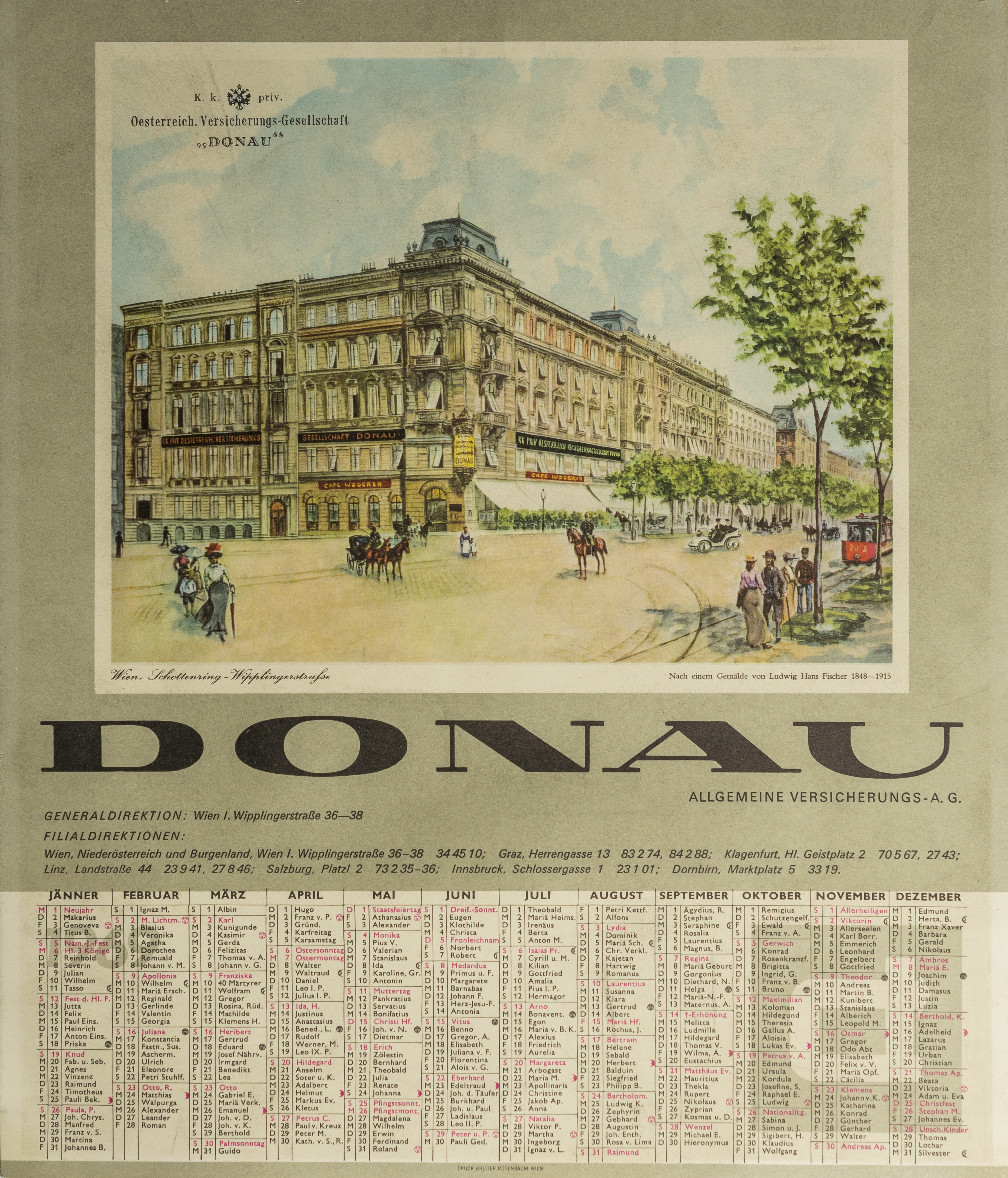
Historisches Kalenderblatt um die Jahrhundertwende

Die DONAU Versicherung ging aus der am 9. März 1824 gegründeten „Ersten österreichischen Brandversicherungs-Gesellschaft in Wien“ hervor und nahm ihre Geschäftstätigkeit am 1. September 1867 auf. Sie ist damit die einzige österreichische Versicherung, die ihren Gründungsnamen noch heute trägt.
Aufgrund ihrer konservativen Veranlagungsstrategie blieb die DONAU vom Börsenkrach im Jahr 1873 weitgehend verschont. 1874 bezog sie ihre Geschäftsräume direkt an der Wiener Ringstraße. Eine markante historische Werbung ziert bis heute die Fassade des Gebäudes.

### Kriegs- und Krisenzeiten
Bei Beginn des Ersten Weltkrieges wurden 150 Mitarbeiter eingezogen, internationale Rückversicherungsvereinbarungen waren aufgekündigt worden und die Versicherungen wurden gezwungen, einen Großteil des Vermögens in später wertlose Kriegsanleihen zu investieren. Nach Kriegsende konnte die DONAU in Österreich und einigen Nachfolgestaaten der Monarchie wieder Fuß fassen. Auf die steigende Motorisierung reagierte das Unternehmen 1930 mit der Einführung der Kfz-Haftpflichtversicherung.
Nach dem „Anschluss“ Österreichs wurde die DONAU im Jahr 1938 „gleichgeschaltet“. Das Geschäft im Ausland musste aufgegeben werden, das Unternehmen wurde mit einer deutschen Versicherung zur „DONAU-Concordia“ zusammengeführt, ab 1945 als „deutsches Eigentum“ betrachtet und unter Staatsverwaltung gestellt.

### Nachkriegszeit
1958 erwarb die damalige Zürich Kosmos die Aktienmehrheit an der DONAU. Ein Angebot der Wiener Städtischen zum Erwerb des Unternehmens wurde nicht aufgegriffen. In den Folgejahren wuchs die DONAU kontinuierlich. Die Zahl der Mitarbeiter verdreifachte sich, die Prämien stiegen und als eine der ersten österreichischen Versicherungen setzte sie auf elektronische Datenverarbeitung.

## Teil der Vienna Insurance Group

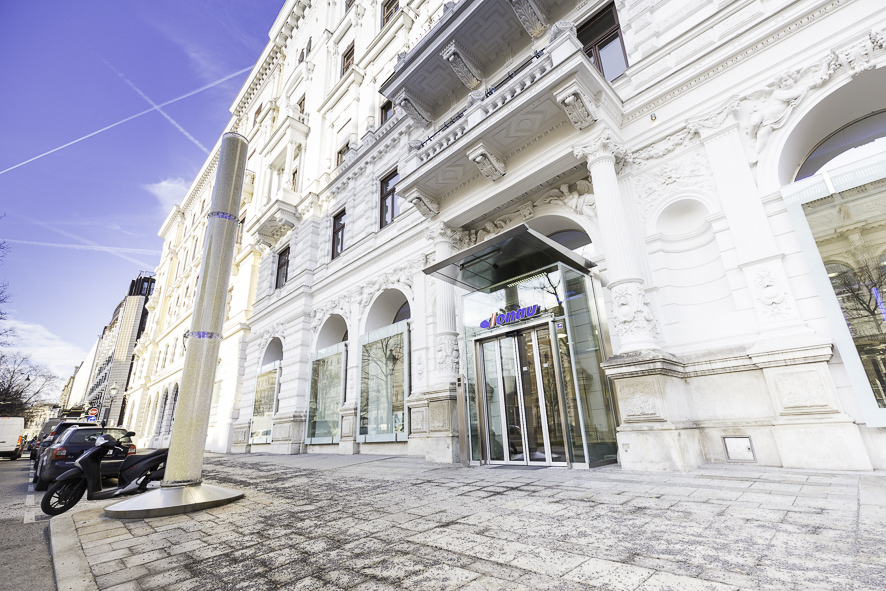
DONAU Generaldirektion am Schottenring 15, 1010 Wien (2019)

1971 erwarb die Wiener Städtische die Mehrheitsanteile der DONAU. Die DONAU blieb aber unabhängig, was letztlich die Mehrmarkenstrategie der Vienna Insurance Group begründete. 1977 wurde der Anglo-Danubian Lloyd, eine hundertprozentige Tochter der Städtischen, mit der DONAU fusioniert.
Damit stieg der Anteil der Städtischen an der DONAU auf 75 Prozent. Die DONAU Versicherung ist nach dem Erwerb des Aktienanteils der Schweizer Rück durch die damalige Girozentrale und Erste Bank der österreichischen Sparkassen im Jahr 1990 wieder zu 100 Prozent in österreichischem Besitz. Im Jahr 2000 erfolgte die Fusion mit der Sun Alliance Versicherung AG, einer Tochtergesellschaft der britischen Royal & Sun Alliance. Die DONAU Brokerline wurde für die Maklerbetreuung im Jahr 2000 ins Leben gerufen.

## Landesdirektion und Servicestellen
Die DONAU ist in allen Bundesländern mit einer Landesdirektion vertreten. Insgesamt gibt es in ganz Österreich 70 Servicestellen.

## Partnerschaften der DONAU
Die DONAU unterstützt verschiedene Kultur- und Naturschutzinitiativen und setzt sich für soziale Initiativen ein.
Die Österreichische Nationalbibliothek wird seit 1998 von der DONAU gefördert. Start war der Ankauf des 1300 Plakate umfassenden Archivs des „Bundes Österreichischer Gebrauchsgraphiker“ (BÖG). 1999 wurde die DONAU für ihre „Sammlung DONAU“ mit dem „Maecenas Kunstsponsoringpreis“ ausgezeichnet. Laufend gefördert werden unterschiedliche Ausstellungen der Nationalbibliothek.
Seit 2007 ist die DONAU Partner des Nationalparks Donau-Auen. Über den Verein Freunde des Nationalparks Hohe Tauern engagiert sich das Unternehmen für den Erhalt dieser Hochgebirgslandschaft.

## Geschäftsbereiche
Die DONAU Versicherung AG betreibt viele Sparten der Personen- und Sachversicherung für Privat- und Geschäftskunden.